# 二瓶有加
二瓶 有加（にへい ゆうか、1995年10月20日 - ）は、日本の女優、歌手、タレントで、ダンス&ボーカルグループ・PINK CRES.の全活動期（2016年 - 2021年）のメンバー。愛称はにへ、にへちゃんなど。
東京都三鷹市出身。血液型A型。身長158 cm。ジャストプロ所属。

## 略歴
2013年
- 3月開催の「モーニング娘。12期メンバー『未来少女』オーディション」に応募したが落選。

2016年
- 4月1日、「夏焼雅新グループオーディション」に合格。
- 8月6日、TOKYO FM HALLで行われた夏焼雅新グループお披露目イベント「Are you ready?」にてグループとしてのパフォーマンスを初披露。
- 8月25日、日本武道館で行われた「Buono! Festa 2016」にグループのメンバーとして出演。グループ名がPINK CRES.（ピンククレス）と発表された。

2017年
- 2月11日・12日、タイで開催された「JAPAN EXPO THAILAND 2017」にてPINK CRES.が初の海外公演。本人にとっても初海外であった。

2021年
- 3月19日、所属グループであるPINK CRES.が6月30日で解散すること、また、それに伴い所属事務所であるアップフロントクリエイトとの専属マネジメント契約も同日をもって解消することを発表。
- 6月30日、無観客公演「PINK CRES. LAST LIVE 〜LOVE YOU ♡ PINK CLASS. 〜」をもってPINK CRES.としての活動を終了。以後、フリーランスとして活動。

2022年
- 1月14日、ジャストプロに所属したことを発表。
- 5月27日、個人ファンクラブ「二瓶有加ファンクラブ 〜にへの町〜」を開設。
- 11月10日、YouTubeチャンネル「二瓶有加ch」を開設。

2023年
- YouTubeチャンネル「佐久間宣行のNOBROCK TV」で下ネタがツボの女優としてブレイク。6月下旬時点で、3月公開のトータルテンボスと共演する動画の再生回数は約770万回、5月公開のどぶろっくとの動画は約950万回再生された。この弊害としてSNSや配信ライブなどで「ちょいエロじじい」が増えたという。
- 8月7日、同日発売の『週刊プレイボーイ』34号・35号にて初水着グラビアを披露。

## 人物

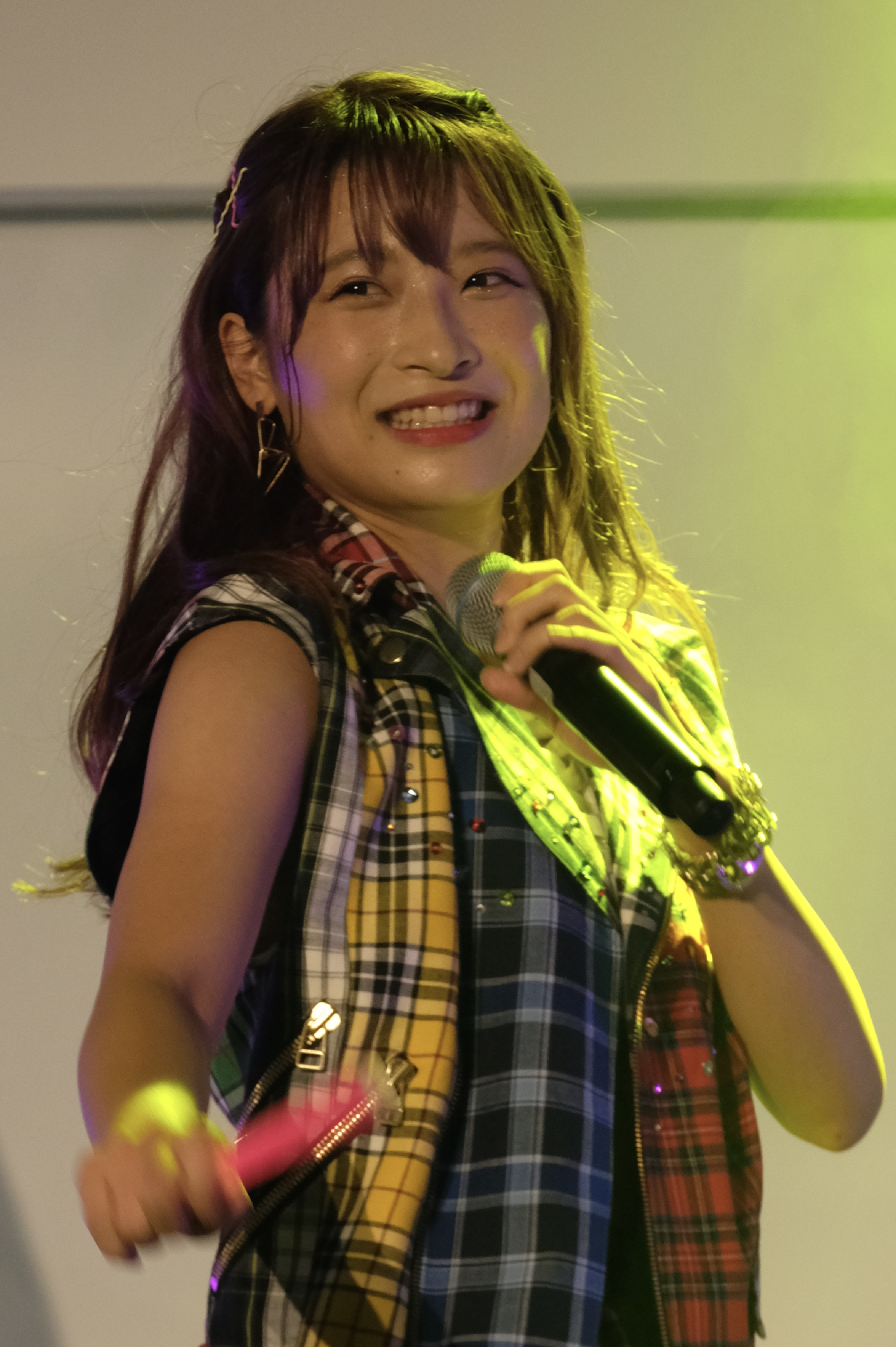
The 2nd ASEAN-Japan TV Festival Public Event（2017年）

- 特技：ダンスと競馬で[3]、ダンスはPINK CRES.では曲の振り付けも担当していた[20]。2024年から競馬を始め、盛岡競馬場で大勝ち逃げ劇を繰り広げるほどに。
- 好きな食べ物：納豆。何にでも納豆を入れる・乗せる。すじこおにぎり、もつ煮込み、マカロン。
- 苦手な食べ物：パクチー、黒豆、杏仁豆腐[3]。
- キャラはギャル[21]（ギャルにへ）[22]、ぶりっ子[23]である。
- 家族：母方は香川県・高知県、父方は福島県・栃木県出身。

### エピソード
- 学生時代から、様々なオーディションを受けた。
- ジャストプロに所属し女優として活動を始めた当初は仕事がなく、週に4・5日はコールセンターで働きながらオーディションに通う日々だった[4]。
- 愛称のニへラチオは、トータルテンボスによる「佐久間宣行のNOBROCK TV」の企画である「100ボケ100ツッコミ」での発言が由来であり、本人に対して命名されたわけではない[24]。

## 作品

### DVD/BD
- The Girls Live Vol.37（2017年11月15日）[25]
- 舞台少女ヨルハVer1.1a（2021年7月30日）[26]

## 出演

### テレビ
- HOT WAVE（2020年2月23日、テレ玉） - ゲスト出演（小林・二瓶）
- BOMBER-E（2020年2月25日、メ〜テレ） - ゲスト出演
- 競輪LIVE!チャリロトよしもと（2023年10月2日 - 、BSよしもと） - 木曜レギュラー
- 踊る!さんま御殿!!（2024年2月26日・6月4日、日本テレビ） - ゲスト出演[24]
- 千原ジュニアのヘベレケ（2024年9月13日・20日、東海テレビ）- ゲスト出演[27]
- 岩手競馬DGショータイム（2024年 - 、グリーンチャンネル）- MC

### ドラマ
- グランマの憂鬱 第3話（2023年4月22日、東海テレビ）
- こういうのがいい（2023年10月30日 - 12月18日、朝日放送テレビ） - 田辺優子 役[28]
- それぞれの孤独のグルメ 第8話（2024年11月23日、テレビ東京） - バイト 役[29]
- 10000いいねのカラダ〜3年抱かれてない、私〜 （2024年12月6日 - 、SWIPEDRAMA） - 主演：文乃 役[30]

### ラジオ番組
- 60TRY部（2018年10月16日・2019年4月18日・2022年2月25日、ラジオ日本） - ゲスト出演[31][32][33]
- らじぷら（2019年9月22日 - 2021年5月30日・2021年12月5日 - 、調布FM） - レギュラー[34]
- 二瓶有加のルーレット（2020年2月18日 - 3月24日、調布FM） - メインMC[35]
- 週刊メディア通信（2020年2月23日） - コメントゲスト[36]
- りさラジ（2021年8月15日、調布FM） - ゲスト出演[37]
- ヤングタウン月曜日（2022年3月1日、MBSラジオ） - ゲスト出演[38]
- ヤングタウン土曜日（2022年3月5日・6月25日・9月24日、MBSラジオ） - ゲスト出演[39][40][41]
- ミライラジオ（2022年10月1日 - 2023年3月25日、FM-FUJI） - レギュラーパーソナリティ[42]
- 音ラボ!（2022年10月31日、FM-FUJI） - ゲスト出演[43]

### ネット生配信
- MixChannel（2018年4月3日 - 2019年12月31日）
- BOATRACE平和島こんせいそんのスタジオ生放送!（ニコニコ生放送・YouTube Live 平和島競艇場公式チャンネル） - 不定期出演[44][45][46]

### CM
- アサヒビール「アサヒスーパードライ 生ジョッキ缶」（ウェブCM）
  - 「クリスマスには生ジョッキ缶！」篇（2024年12月） - トータルテンボスと共演[47]
  - 「新年会には生ジョッキ缶！」年始篇（2025年1月） - トータルテンボス・佐久間宣行と共演[48]

### ライブ
- らじぷらIn新宿ケントスSupport Byスカーフェイスプロジェクト（2020年1月18日、新宿ケントス、ラジオ公開収録＋ライブ）

### 舞台
- 舞台少女ヨルハ Ver1.1a（2020年12月3日 - 6日、東京建物 Brillia HALL） - ツルハナ 役[49]
- 初等教育ロイヤル（2021年7月23日 - 25日、京都劇場） - 5年生清水さん 役（赤組）[50]
- ゴールデン街の片隅で（2021年8月18日 - 22日、シアターサンモール） - 女神 役（8月18日、ゲスト出演）[51]
- アリスインデッドリースクール邂逅（2021年9月8日 - 12日、新宿村LIVE） - 堂本千十合 役[52]
- カルテットルーム（2021年10月20日 - 24日、キンケロ・シアター） - 近藤詩織 役[53]
- 和道ノ阿修羅（2021年12月10日 - 12日、京都劇場） - 阿修羅ノ国編 天野羅夢 役[54]
- トラブルメーカーwww（2022年1月19日 - 23日、シアターKASSAI） - 大間舞子 役[55]
- かえってきたQUEEN DOM - 文化女子の戦におけるかくも腹黒き百花繚乱戦国絵巻（2022年6月2日 - 5日、CBGKシブゲキ!!） - 演劇部部長 安生朱里 役（Bチーム）[56]
- 東京ノ温度 第十八回公演 まなつぼし（2022年10月19日 - 23日、サンモールスタジオ） - 坂東優子 役[57]
- 舞台「かげきしょうじょ!!」（2023年10月18日 - 22日、こくみん共済 coop ホール/スペース・ゼロ） - 奈良田愛 役[58]
- 朗読劇「夢から醒めない夢を見よ。」（2023年12月17日、シアター・アルファ東京） - とある女役
- 舞台「ぼくらの七日間戦争2025」（2025年8月24日 - 11月9日〈予定〉、東京建物 Brillia HALL 他） - 橋⼝純⼦ 役[59]

### イベント
- おと小授業参観-8月号-（2021年8月5日、原宿ストロボカフェ） - ゲスト出演[60]
- 舞台少女ヨルハVer.1.1a 最後の【極音】上映（2021年8月9日、立川シネマシティ）[61]
- 【ソフトボイルド後夜祭】『カルテットルーム』（2021年10月24日、スペースマーケット会議室 渋谷宮益坂店 3A） - ゲスト出演[62]
- 演劇ユニット【爆走おとな小学生】林千浪1人芝居-Vol.2-『ワタシ祓イ』再演（2021年11月7日、MsmileBOX 渋谷） - チェキ会・トークショー ゲスト出演[63]
- 【ソフボ祭Vol.6〜和道ノ阿修羅〜】（2021年12月16日、ライブハウス SHIBUYA TAKE OFF 7） - ゲスト出演[64]
- 生誕スペシャル！チェキサイン会 〜27歳になったけど、まだまだ仮装しちゃうよSP〜（2022年10月24日、二瓶有加Instagram）

## 記事

### ネット記事
- 自称万年ダイエッターにへちゃんに聞く！ マッサージのやり方と食事面マイルール♡（2018年8月17日、ローリエプレス）[2]
- 【TOKYO GIRLS’ GUIDEBOOK VOL.2】PINK CRES.・小林ひかる、二瓶有加と歩く新宿（2019年8月9日、Tokyo Girls' Update）[65]

## 同姓同名
- 佐久間宣行プロデューサーによる番組ゴッドタンに出演して大きな話題となり同番組のスピンオフ映画（2014）にも出演した「彼氏がいるアイドル」こと二瓶有加（にへい ゆか）は、読みの異なる同姓同名である。彼氏・現夫である水口亘のブログによると2016年に結婚して出産しており、アイドル活動が休止中であることを示唆している[66]。
- WEBメディアの取材では、同じ佐久間プロデューサーの番組でバズり活躍している奇遇について認識しており「同一人物と勘違いされることがちらほらある」ことや存在に感謝していることを述べている[67]。